# Christian Andreasen
Christian Andreasen (født 10. december 1959) er en færøsk advokat og politiker for Fólkaflokkurin. Han blev valgt i Lagtinget for første gang ved lagtingsvalget 2019. Han blev i marts 2022 valgt til partiformand for Fólkaflokkurin, men meddelte i november samme år, at han udtrådte af færøsk politik. Christian Andreasen har siden 2010 været formand for Færøernes Fodboldforbund FSF.

## Baggrund
Christian Andreasen er uddannet jurist fra Københavns Universitet i 1985, og arbejder som advokat i Tórshavn. Han er medejer af advokatvirksomheden Advokatskrivstovan i Tórshavn. Han har været medlem af en række bestyrelser og nævn. Han var formand for Færøernes Ligningsråd (Líkningarráð Føroya) i perioden 1989 til 1996. Fra 1993 til 1996 var han formand for Færøernes moms-nævn (mvg-nevndin). Siden 1989 har han været bestyrelsesformand for A/S J&K Petersen og siden 1998 bestyrelsesformand for A/S SMS. Han var bestyrelsesformand for det færøske luftfartsselskab Atlantic Airways fra 2001 til 2009. Siden 2010 har han været præsident for Færøernes fodboldforbund. Han er også medlem af internationale  nævn i UEFA og FIFA. Siden 2013 har han været medlem af FIFA Appeal Committee, fra 2010 til 2016 i UEFA Players Status og siden 2016  UEFA Legal Committee. I juni 2019 blev han valgt som formand for UEFA Legal Committee. I marts 2023 blev han valgt som formand for UEFA Player Status Committee samtidig med, at han udtrådte af Legal Committe. 

## Politisk karriere
Christian Andreasen stillede op til folketingsvalget 2019 og fik femt flest personlige stemmer af Fólkaflokkurins kandidater. Til løagtingsvalget i august 2019 samme år blev han valgt ind i Lagtinget for Fólkaflokkurin. I marts 2022 blev Christian Andreasen valgt som partiformand for Fólkaflokkurin. I november 2022 meddelte Christian Andreasen, at han stoppede sin politiske karriere for herefter at gå tilbage til sit erhverv som advokat. Han genopstillede derfor ikke til lagtingsvalget, som blev afholdt den 8. december 2022. 

### Lagtingsudvalg
Efter lagtingsvalget 2019 blev Christian Andreasen valgt til formand for retsudvalget og for kontroludvalget for perioden 2019-2023.